# Эстремадурский диалект
Эстремадурский диалект (исп. Castuo) — общее название для диалектов испанского языка, на которых говорят в автономном сообществе Эстремадура в Испании.

## Фонологические характеристики
- Дебуккализация (/s/ и /θ/ в конце слога переходит в [h] или [ɦ]. Эта особенность характерна для всех диалектов южной Испании.
- Частое опускание звука d в любом положении. Эта особенность характерна для всех диалектов южной Испании.
- Сокращение группы согласных -nf до f
- Сокращение группы согласных -rj до j
- Сокращение группы согласных rn до nn
- Произношение начального 'h' как глухого глоттального щелевого согласного h во многих словах с начальной латинской F[2]. Эта особенность характерна также для многих андалузских диалектов.
- Окказиональные замены l/r на r/l, также характерные для андалузских диалектов.
- Потеря конечного r.

## Грамматические характеристики
- Смещение артикля перед посессивом, как в эстремадурском языке.
- Использование уменьшительных суффиксов -ino и -ina, в силу влияния леонского языка.
- Использование артикля мужского рода er перед согласными.